# باشگاه فوتبال آی ان ای سی کوبه لئونسا
باشگاه فوتبال آی ان ای سی کوبه لئونسا یکی از باشگاه‌های فوتبال ژاپن و نمایندهٔ شهر کوبه است که در سال ۲۰۰۱ تاسیس شد. آی ان ای سی (به انگلیسی:INAC) مخفف International Athletic Club (به معنای: باشگاه ورزشی بین‌المللی) و لئونسا به زبان ایتالیایی به معنای شیرهای ماده است. آنها در سال ۲۰۰۶ به لیگ برتر فوتبال زنان ژاپن (با نام رسمی:نیهون جاشی ساکا ریکو) راه یافتند و از آن پس در این لیگ بازی می‌کنند. سال ۲۰۰۸ با کسب عنوان نایب قهرمانی و قهرمانی در جام ملکه در سال ۲۰۱۱ با ضربات پنالتی توانستند بخشی از پیشرفت این باشگاه در سال های اخیر رقم بزنند که بردن این دو جام با دهمین سالگرد این باشگاه نیز قرین شده بود. از بازیکنان شاخصی که در این باشگاه بازی کرده‌اند می‌توان به ساوا همر بازیکن سال فوتبال زنان در سال ۲۰۱۱ اشاره کرد.